# 'O Zulù
'O Zulù, pseudonimo di Luca Persico (Napoli, 15 novembre 1970), è un rapper italiano.
È il frontman del gruppo raggamuffin rap 99 Posse, fondato nel 1991 al Centro Sociale Occupato Autogestito Officina 99 di Napoli. È stato tra i protagonisti della stagione italiana delle posse nei primi anni novanta.

## Biografia
Frequenta la scuola dei fratelli Maristi di Giugliano in Campania. Dopo aver fondato nel 1991 i 99 Posse, collaborato con i Bisca nel supergruppo Bisca99Posse, e fondato con PapaJ e Neil Perch gli Al Mukawama, porta avanti con l'aggiunta di Dj2Fast, Massimo Jovine e Claudio Marino un progetto a metà strada tra i 99 Posse ed Al Mukawama, denominato Zulù in the Al Mukawama experiment number three, sorta di backing band dello stesso Zulù con il quale pubblica nel 2005 il doppio album dal vivo 'O Zulù in the Al Mukawama experiment 3, dove vengono remixati nelle musiche e aggiornati nei testi i successi della 99 Posse. In seguito dà il via alla formazione dei BiscaZulù, che però esaurisce la sua vena dopo poco più di un anno..
Nel 2002 pubblica per la Feltrinelli Cartoline zapatiste, un diario della sua partecipazione alla spedizione itinerante del subcomandante Marcos. Compone le musiche del film Fame chimica, in cui interpreta anche una piccola parte. Da marzo ad agosto 2009 va in tour con Enrico Capuano e la "tammurriata rock", canti di lotta e di protesta, mentre da settembre dello stesso anno è di nuovo in tour con i 99 Posse.

## Politica
La celebrazione del suo matrimonio si è aperta con una lettera di Mara Cagol, cofondatrice delle Brigate Rosse.
Nel brano Vulesse dei 99 Posse, si è dichiarato a favore della scarcerazione dei brigatisti rossi detenuti (vulesse essere ’a’ chiave p’arapì tutte ’e ccancelle, ridare progettualità ai pensieri ’e na maniata r’assassini irriducibili e ribelli).
Nel 2007 ha composto un inno al presidente venezuelano Hugo Chávez.

## Discografia

### Solista
- 2017 - Suono questo e suono quello (EP)
- 2017 - Quant' ne vuo' (EP)
- 2019 - Bassi per le masse
- 2019 - Figurati tu / Gente mia (doppio singolo)
- 2020 - Ramm' semp' nfaccia (singolo)

### Con i 99 Posse
- 1992 - Rafaniello/Salario garantito (EP)
- 1993 - Curre curre guaglió
- 1994 - Incredibile opposizione tour 94 (live)
- 1995 - Guai a chi ci tocca
- 1996 - Cerco tiempo
- 1998 - Corto circuito
- 2000 - La vida que vendrà
- 2001 - NA9910º
- 2011 - Cattivi guagliuni
- 2014 - Curre curre guagliò 2.0
- 2016 - Il tempo. Le parole. Il suono

### Con gli Al Mukawama
- 2003 - Al Mukawama
- 2005 - 'O Zulù in the Al Mukawama experiment 3 (live)

### Con i BiscaZulù
- 2007 - I tre terroni

## Collaborazioni
Ha collaborato con numerosi artisti, tra cui:
- Krikka Reggae - Crisi;
- Clementino - University of Secondigliano;
- Caparezza - Tarantelle pe' campa'; Giovanotto documenti
- Daniele Sepe - Raggatruffen, Anime Candide;
- AD - Tierra o Muerte
- Timoria - Sud Europa;
- Enrico Capuano in tour
- Safylle, in molti singoli;
- Lion Horse Posse e Radio Gladio - Gente di merda;
- Franco Ricciardi - Cuore nero;
- Gegè Telesforo;
- Nuova Compagnia di Canto Popolare;
- Zezi;
- 24 Grana;
- Pino Daniele - è da ricordare la collaborazione con il cantautore napoletano in "Evviva 'o rrè" (con i 99 Posse) e il concerto del 1º maggio;
- Balaperdida - Hijo de puta;
- Subsonica - Me Siente.
- James Senese & Napoli Centrale voce nel brano Il Popolo dei cartoni che segna l'attesissimo ritorno dei Napoli Centrale con l'album Zitte sta venenno o' mammone nel 2001;
- Punkreas - Polenta e Kebab.
- Lo Stato Sociale - Tempi un poco strani, M
- Mi sono rotto il cazzo ("Turisti della democrazia Deluxe")
- Jovine - Tu chi sei, Napulitan
- Indubstry - Fuoco
- Rocco Hunt - O' reggae de guagliune ft. Clementino, Speaker Cenzou, O' Zulù
- O’ Zulù ft. Manlio Calafrocampano, Refugees Welcome